# Piggplätt
Piggplätt (Basidioradulum radula) är en svampart som först beskrevs av Elias Fries, och fick sitt nu gällande namn av Nobles 1967. Piggplätt ingår i släktet Basidioradulum och familjen Schizoporaceae.  Arten är reproducerande i Sverige. Inga underarter finns listade i Catalogue of Life. Piggplätt växer på döda lövträdsgrenar, i första hand på björk, hassel och al.

## Bildgalleri

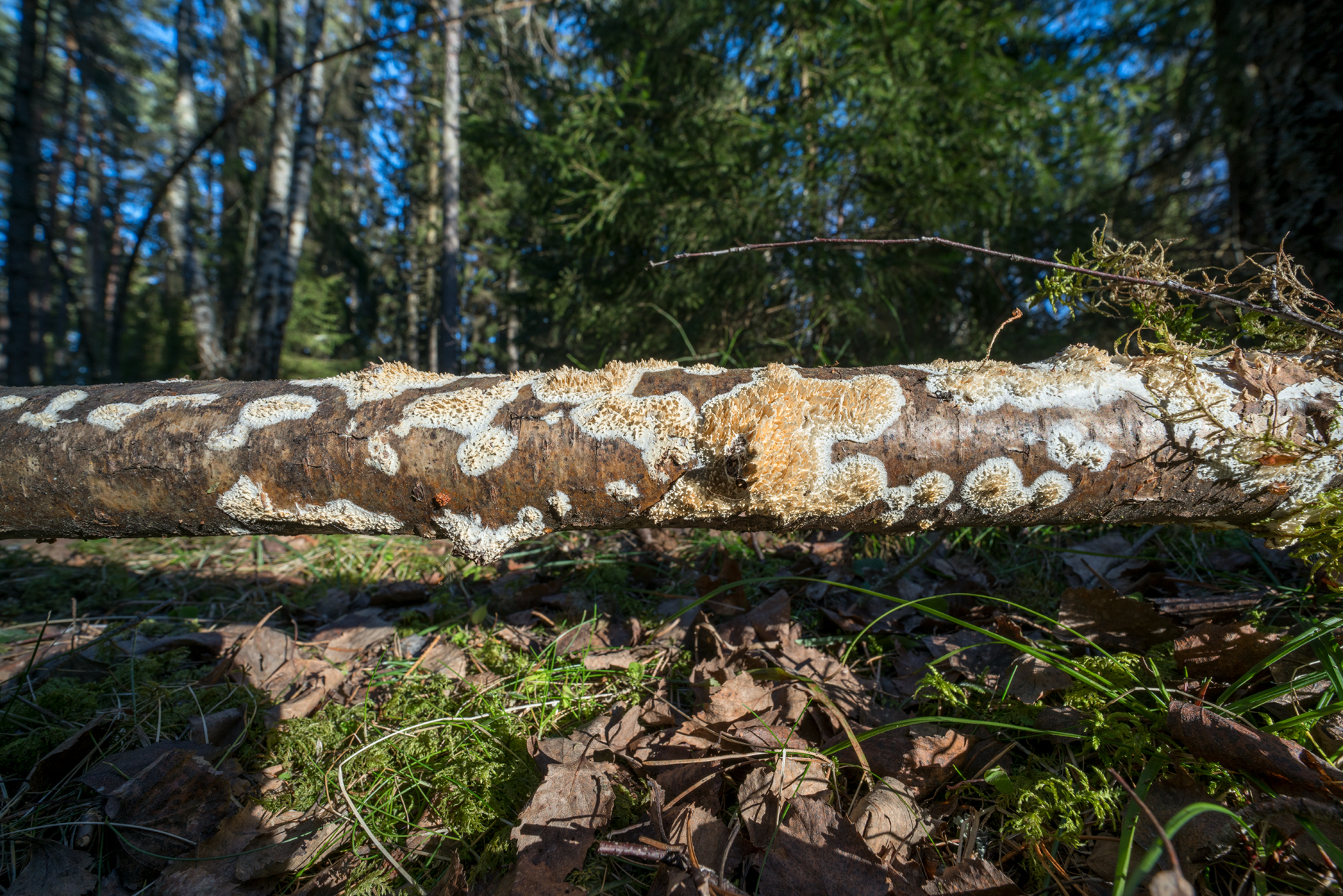
Piggplätt på död gren av björk.
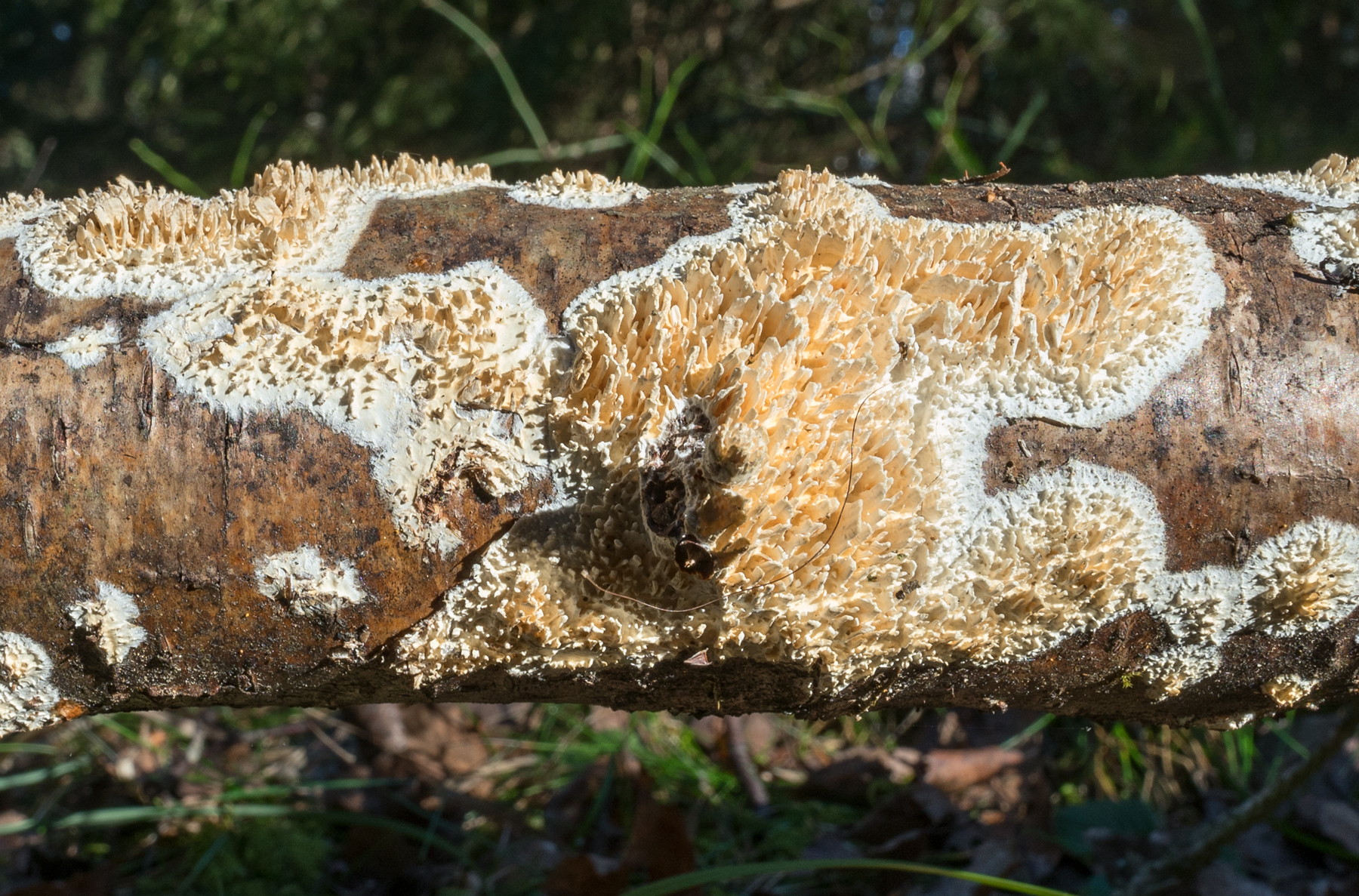
Piggplätt bryter ner döda grenar.